# Ramenskij rajon
Il Ramenskij rajon (in russo Раменский район?) era un rajon dell'Oblast' di Mosca, nella Russia europea; il capoluogo era Ramenskoe. Istituito nel 1929, ricopriva una superficie di 1.401,12 chilometri quadrati e nel 2010 ospitava una popolazione di circa 224.000 abitanti.

## Villaggi
- Kosjakino